# スプリウス・ポストゥミウス・アルビヌス・パウッルルス
スプリウス・ポストゥミウス・アルビヌス・パウッルルス（Spurius Postumius Albinus Paullulus、 - 紀元前171年以降）は、紀元前2世紀初頭の共和政ローマの政治家・軍人。紀元前174年に執政官（コンスル）を務めた。

## 出自
アルビヌス・パウッルルスはパトリキ（貴族）であるポストゥミウス氏族の出身である。ポストゥミウス氏族はローマで最も有力な氏族の一つで、共和政ローマ建国5年目の紀元前505年にはプブリウス・ポストゥミウス・トゥベルトゥスが氏族最初の執政官に就任しており、その後も多くの執政官を出してきた。カピトリヌスのファスティによると、アルビヌス・パウッルルスの父も祖父もプラエノーメン（第一名、個人名）はアウルスである。このことから、アルビヌス・パウッルルスの祖父は、紀元前242年の執政官アウルス・ポストゥミウス・アルビヌスと推定される。兄弟に紀元前180年の執政官アウルス・ポストゥミウス・アルビヌス・ルスクス、紀元前173年の執政官ルキウス・ポストゥミウス・アルビヌスがいる。
アグノーメン（第四名）であるパウッルルスは「小さい」という意味で、兄弟と区別するためにつけられたと思われる。

## 経歴
現存する資料でパウッルルスが最初に登場するのは紀元前183年のことである。この年にパウッルルスはプラエトル（法務官）に就任してシキリア属州の総督となった。パウッルルスの兄であるルスクスは2年前の紀元前185年に法務官を務めており、クルスス・ホノルム（名誉のコース）の第一段階であるアエディリス（按察官）は紀元前187年に就任している。パウッルルスが按察官ににいつ就任したかの記録はないが、法務官と同じく兄から2年遅れであったとすれば、紀元前185年ということになる。この選挙を監督したのは従兄弟であるスプリウス・ポストゥミウス・アルビヌスであるため、その支援を受けた可能性がある。大プリニウスは著書『博物誌』の中で、紀元前185年の按察官としてスプリウス・アルビヌスの名前をあげているが、これがパウッルルスかは不明である。
紀元前174年、パウッルルスは執政官に就任する。同僚のプレブス執政官はクィントゥス・ムキウス・スカエウォラであった。法務官から執政官まで9年の間隔があるが（ウィリウス法では最低3年）、この頃のローマ政界はプレブスのフルウィウス氏族が優勢を締めていたためであろう。紀元前174年になって、ポストゥミウス氏族が勢いを盛り返してきた。兄アルビヌス・ルスクスはこの年に最年少でケンソル（監察官）に就任している。猛一人の兄弟のルキウスも翌年に執政官となる。執政官としてのパウッルルスの業績はほとんど分からない。ティトゥス・リウィウスの『ローマ建国史』の第41巻が該当箇所なのだが、欠落部分が多いためである。分かることは、パウッルルスとスカエウォラは新たに2個ローマ軍団を編成しようとしたが、大規模な伝染病のために困難を極めたということだけだ
第三次マケドニア戦争が始まった紀元前171年、パウッルルスは使節団を率いてロードス、さらには小アジアの都市を訪れている。その後パウッルルスに言及した資料はない。おそらく、まもなく死去したと思われる。

## 参考資料

### 古代の資料
- カピトリヌスのファスティ
- ティトゥス・リウィウス『ローマ建国史』
- ガイウス・プリニウス・セクンドゥス『博物誌』

### 研究書
- Broughton R. Magistrates of the Roman Republic. - New York, 1951. - Vol. I. - P. 600.
- Münzer F. Postumius // Paulys Realencyclopädie der classischen Altertumswissenschaft . - 1953. - Bd. XXII, 1. - Kol. 891-893.
- Münzer F. Postumius 49 // Paulys Realencyclopädie der classischen Altertumswissenschaft . - 1953. - Bd. XXII, 1. - Kol. 930–932.